# Gamsspitze (Glocknergruppe)
Gamsspitze är en bergstopp i Österrike. Den ligger i distriktet Lienz och förbundslandet Tyrolen, i den centrala delen av landet. Toppen på Gamsspitze är 3 157 meter över havet.
Den högsta punkten i närheten är Grossglockner, 3 798 meter över havet, 2,4 km öster om Gamsspitze. Närmaste samhälle är Kals am Großglockner, söder om Gamsspitze.
Trakten runt Gamsspitze består i huvudsak av kala bergstoppar och isformationer.